# Народи Танзанії
Це — список народів Танзанії, що включає в абетковому порядку перелік етнічних і етнолінгвістичних спільнот Танзанії, великої держави у Східній Африці. Тут проживають понад 120 народів і племен, що являють собою конгломерат різномовного населення — переважна більшість груп банту, також нілоти (зокрема народ луо), невеликі кушитські народи-«вкраплення», розміщені анклавами від основної території проживання кушитів, і навіть на крайньому півдні представники койсанської мовної родини — бушмени-хадзапі.
Усі етноніми подано без префіксів, хоча чимало етносів вживають стосовно себе й інших, сусідських народів, обов'язкові префікси множини своїх мов, а також у вжитку використовується загальнотанзанійський (з мови суахілі) префікс Ва- ("Wa"). Деякі з назв народів є дискутовними з низки причин, зокрема і з причин різниці традиції (або браку такої) іменування ряду етнрсів в радянській (російській) науці (україномовних праць не існує) і англомовних довідниках. 
У цілому перелік ґрунтується на вебресурс Ethnologue [Архівовано 21 квітня 2021 у Wayback Machine.], а також на пов'язаних нет-сторінках, чеё що фактично в окремих випадках ідеться не про етнічні, а мовні або мовно-діалектні спільноти. Крім того, у випадку Танзанії важко виокремити саме етнічні групи з низки причин. Відтак, подані тут групи є радше етнолінгвістичними, деякі з них нараховують хіба декілька тисяч представників, тоді як інші є багатомільйонними громадами з усіма ознаками розвинутої етнічної спільноти (чітка етнічна самоідентифікація, писемна мова з літнормою, шкільництво і культурне життя).
Перелік має справу з тубільними етносами Танзанії, включаючи й такі, що вже історично розділені державними кордонами. Таким чином він не містить низку етногромад, хоча і африканських — мова, зокрема, про біженців від військових конфліктів у прилеглих державах. 
Найчисельніша етнічна група Танзанії — сукума, чисельність яких сягає понад 5 мільйонів (2010-ті), що складає понад 1/7 від загалу.[джерело?]
- Алагва
- Акієк
- Ак'є у Північній Танзанії
- Аруша
- Аса (Ааса, Асса)
- Барабайг
- Бембе
- Бена
- Бенде
- Бондеї
- Бунгу
- Бурунге
- Гвено
- Гого
- Гома
- Горова
- Датог
- Джита
- Джиджи
- Діго
- Занакі
- Зарамо
- Зігула
- Зінза
- Зйоба
- Зулуси Південної Танзанії
- Ікізу
- Ікома
- Іраку
- Ірамба
- Ірангі
- Ісанзу
- Ісаньє
- Кабва
- Кагура
- Кагуру
- Каге
- Камі
- Камба Північної Танзанії
- Кара (також відомі як Регі)
- Кваві
- Квая
- Квере
- Квіфа
- Кереве
- Кікую
- Кімбу
- Кінга
- Кісанкаса
- Кісі
- Кононго
- Кур'я
- Куту
- Ламб'я
- Лугуру
- Луо
- Магома
- Маконде
- Макуа
- Маньєма
- Маньємбе
- Масаї
- Матенго
- Матумбі
- Махара
- Мавіха
- Мачамбе
- Мбугве
- Мбунга
- Мбугу
- Мванга
- Мвера
- Медіак
- Меру
- Мпото
- Мсур
- Нгас
- Нгаса
- Нгвеле
- Нгіндо
- Нгодже
- Нгоні
- Нгурімі
- Ндалі
- Ндамба
- Нденгереко
- Ндонде
- Нінді
- Ньїха
- Ньямбо
- Ньямвезі
- Ньянджа
- Ньяса
- Ньятуру
- Окієк
- Омотік
- Пангва
- Паре
- Пімбве
- Погоро
- Рунгва
- Рунгі
- Рунгу
- Руфіджі
- Сафва
- Сагара
- Сандаве
- Сангу
- Сегеджу
- Сізакі
- Суахілі
- Суба
- Сукума
- Сумбва
- Сунгу
- Тва Західної Танзанії
- Темі
- Тонгве
- Тумбука
- Тутсі Західної Танзанії
- Фіпа
- Ха
- Хадза (бушмени-хадзапі)
- Хая
- Хангаза
- Хехе
- Холохоло
- Хуту Західної Танзанії
- Чагга
- Шамбала
- Яо